# 音楽と数学

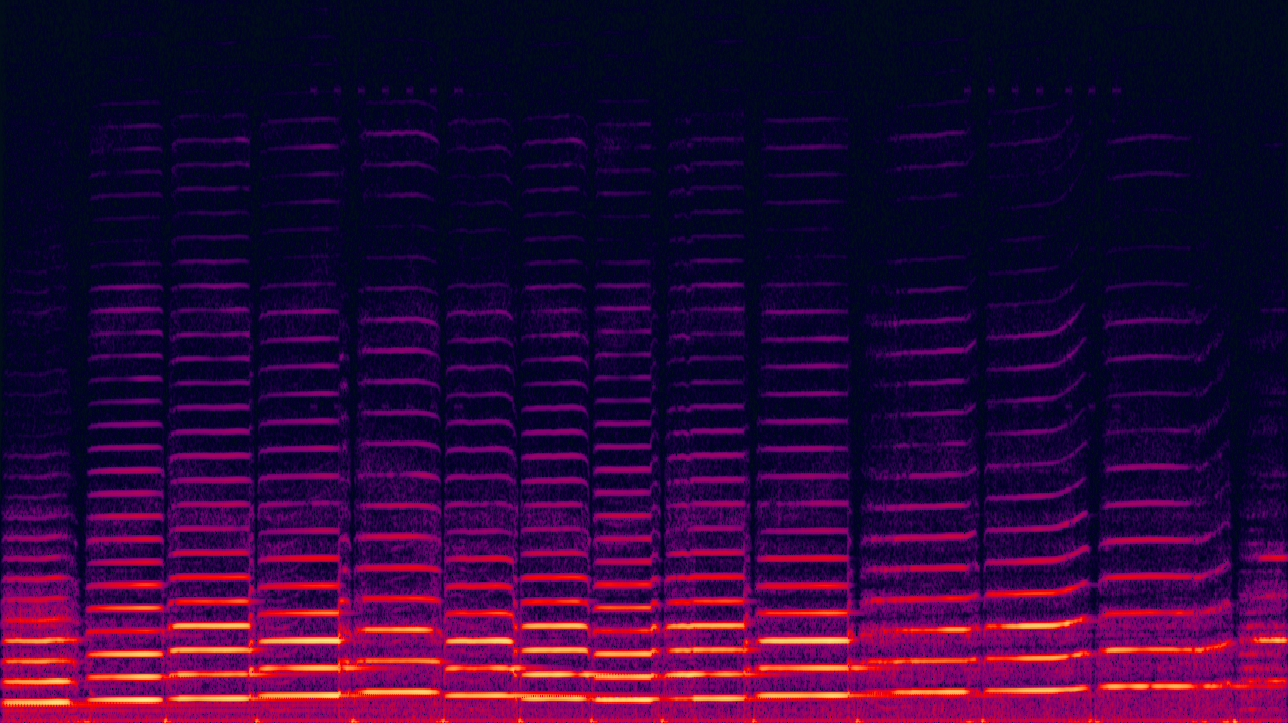
バイオリンのスペクトログラム、縦軸は線形周波数、横軸は時間を表す。輝線は周波数の経時変化を表す。色の明度は対数による（黒は−120 dBFS）

本項目では、音楽と数学（おんがくとすうがく）の関連性について述べる。
音楽は現代数学の公理的基礎を持たないにもかかわらず、音楽理論家は音楽を理解するために数学を使用することがある。数学は「音の基礎」であり、音楽に存在する音それ自体の配列が注目すべき数的性質を宿している。これは単に自然現象が、驚異的なほどに数学的性質を有しているからである。古代中国人、エジプト人、そしてメソポタミア人は音の数学的原理を研究していたことで知られているが、古代ギリシアのピタゴラス教団が数の比率、特に小さな整数の比率による音階の表現を研究した研究者集団として有名である。彼らの教条は「自然界のあらゆる構成物は数から生じるἉρμονία ハルモニア（調和）から成り立っている」というものであった。
プラトンの時代よりハルモニアは自然学（物理学）の基礎部門のひとつとして見なされていた。（なお、この部門は現代では音響学として知られている。）古代のインドや中国の音楽理論家もまた似たような方法論をとった。彼らは皆、和声やリズムの数学的法則が私達の暮らす世界の理解だけでなく、人類自体の理解にとっても不可欠なものであることを示そうと務めた。孔子はピタゴラスと同じく、小さな数である1、2、3、4をあらゆる完全性の根源であるとみなしていた。
音楽を作曲し、聞く新たな方法を見出す試みは集合論、抽象代数学、数論の音楽への適用を促すこととなった。作曲家の中にはバルトークなど、自身の作品に黄金比やフィボナッチ数を取り入れた者もいる。

## 時間、リズム、拍子
リズム構造の境界、つまり基本となる拍節、反復、ビート、楽句、デュレーション (音楽)を規則的に配置することなしに音楽は成立し得ない。古英語においてrhythmという単語から生じたとされるrhymeという単語はrim（数字）と混同されるようになったという関連性があり、現代における拍子や小節といった単語の音楽における使用は天文学に使用される記数、算術、時間の正確な測定、物理学の基礎概念である周期性などと関連のあった音楽の歴史的重要性を反映している。

## 楽式
音楽形式は音楽の短い断片を拡張していく際の設計を指す。「設計」という用語は建築でも用いられており、楽式と比較されることが多い。建築と同じく、作曲家は簡潔で、かつ反復や秩序を持った作曲が可能であるか、作品が意図通りに機能するかを考慮に入れなければならない。二部形式や三部形式として知られる一般的な楽式は、音楽の理解における小さな整数値の重要性を示している。
rhymeという単語は元々rhythmに由来する単語ではなく、古英語のrimeに由来している（オックスフォード英英辞典もしくはコリンズ英英辞典を参照のこと）。rimeの綴りが後に全く異なる単語rhythmの綴りと混同され、rhymeという単語が生まれたと考えられている。

## 周波数と調和

正方形の板上に細かな粒子を置き、音の振動で生成されたさまざまなクラドニ図形のパターン (Ernst Chladni, Acoustics, 1802)

音階は音楽を作成、記述する際に用いられる音高の離散集合である。西洋伝統音楽において最も重要な音階は全音階であるが、歴史上の様々な時代や地域で異なる音階が使用、提案されてきた。各々の音高は特定周波数に対応している。特定周波数は一般にヘルツ (Hz)で表現するが、時にcycles per second (c.p.s.)を用いることもある。音階は反復の音程、通常はオクターヴを有する。あらゆる音高のオクターヴは元の音高が持つ周波数のちょうど二倍に相当する。これを繰り返すことにより、2、3、4オクターヴ上げた音高の周波数はそれぞれ元の音高の4、8、16倍となっている。同様に、1、2、3オクターヴ下げた場合の音高の周波数は元の音高の周波数の1/2、1/4、1/8倍となっておりサブオクターヴと呼ばれる。音楽のハーモニーにおいて特定の音高が調和していると考えられる場合、その1オクターヴ上の音高が調和していない場合は存在しない。従って、あらゆる音符とそのオクターヴは一般に音楽体系で名付けられていることを見いだせる（例として、ド、A、Saといった単語で呼ばれる音がある）。最初のオクターヴがA2とA3、つまり110Hzから220Hzまでの間隔 (間隔=110Hz)の間の周波数として表現されるとき、次のオクターヴは220Hzから440Hz (間隔=220Hz)の間の周波数で、3番目のオクターヴは440Hzから880Hz (間隔=440Hz)の間の周波数で表現される。各々、次のオクターヴの周波数の間隔は前の周波数の間隔の二倍となっている。
人間は音階を記述する際、音高それ自身の正確性よりも各音高間の関係もしくは比率（音程として知られる）に興味を持つことが多いため、特定の音高から見た比率を考察してすべての音階、音高を把握することが多い。この特定の音高は値1 (1/1で記述されることが多い)で記述することが多く、一般に音階の主音として機能する音符である。また、音程比較にはセントを用いることが多い。

線形周波数音階で測定した際のオクターヴの指数的性質を示した図

音程ごとに等間隔となるようオクターヴを表示した図

| 通称       | 名称 Hz | 一度との比 | オクターヴ内の比率 | オクターヴ内のセント値 |
| ---------- | ------- | ---------- | ------------------ | ---------------------- |
| 一度       | A2 110  | 1x         | 1/1 = 1x           | 0                      |
| オクターヴ | A3 220  | 2x         | 2/1 = 2x           | 1200                   |
| オクターヴ | A3 220  | 2x         | 2/2 = 1x           | 0                      |
| 完全五度   | E4 330  | 3x         | 3/2 = 1.5x         | 702                    |
| オクターヴ | A4 440  | 4x         | 4/2 = 2x           | 1200                   |
| オクターヴ | A4 440  | 4x         | 4/4 = 1x           | 0                      |
| 長三度     | C♯5 550 | 5x         | 5/4 = 1.25x        | 386                    |
| 完全五度   | E5 660  | 6x         | 6/4 = 1.5x         | 702                    |
| 自然七度   | G5 770  | 7x         | 7/4 = 1.75x        | 969                    |
| オクターヴ | A5 880  | 8x         | 8/4 = 2x           | 1200                   |
| オクターヴ | A5 880  | 8x         | 8/8 = 1x           | 0                      |

## 調律体系
5限界調律は純正律の最も一般的な形式であり、基本周波数の有理数倍音を用いた調律体系である。これは1619年に書かれたヨハネス・ケプラーの著書「宇宙の調和」にて惑星の運動と関連して示された音階の一つである。同じ音階が1721年にスコットランドの数学者兼音楽理論家のアレクサンダー・マルコムにより、著書「Treatise of Musick: Speculative, Practical and Historical」において移調形式で与えられ、20世紀には音楽理論家のJose Wuerschmidtにより与えられた。この純正律の形式は北インドの音楽で使用されている。アメリカ合衆国の作曲家テリー・ライリーもまた、自著「Harp of New Albion」において逆形式の使用を行っている。純正律は和声進行がほとんどもしくはまったくない場合に優れた結果を与える。人声と他の楽器は常に純正音程へ引き寄せられる。しかし、2つの異なる全音の音程 (9:8と10:9) が与えられることで、純正律に調律された鍵盤楽器では移調ができなくなる。比率による音階の音の周波数は、主音の周波数に対し比を乗算を行うことで求められる。例として、主音A4（中央のCの上のA）を周波数440Hzとすると、純正に調律された五度 (E5)の周波数は440×(3:2) = 660Hzとなる。
| 半音 | 比率  | 音程     | 音高 | 間隔    |
| ---- | ----- | -------- | ---- | ------- |
| 0    | 1:1   | 完全一度 | 480  | 0       |
| 1    | 16:15 | 短二度   | 512  | 16:15   |
| 2    | 9:8   | 長二度   | 540  | 135:128 |
| 3    | 6:5   | 短三度   | 576  | 16:15   |
| 4    | 5:4   | 長三度   | 600  | 25:24   |
| 5    | 4:3   | 完全四度 | 640  | 16:15   |
| 6    | 45:32 | 三全音   | 675  | 135:128 |
| 7    | 3:2   | 完全五度 | 720  | 16:15   |
| 8    | 8:5   | 短六度   | 768  | 16:15   |
| 9    | 5:3   | 長六度   | 800  | 25:24   |
| 10   | 9:5   | 短七度   | 864  | 27:25   |
| 11   | 15:8  | 長七度   | 900  | 25:24   |
| 12   | 2:1   | 完全八度 | 960  | 16:15   |

最初の16個の倍音の名前と周波数が示すオクターヴの指数的性質を表したもの。基本周波数の整数倍の周波数にはオクターヴ倍音の他に、非オクターヴ倍音が存在することがわかる。

最初の16個の倍音を周波数及び周波数の対数とともに表示したもの。

ピタゴラス音律は完全協和音である完全八度、完全五度、完全四度のみで作られる調律である。長三度は三度ではなくditone、つまり文字通りには「二全音」として考えられていて、その音程は(9:8)2 = 81:64である。 全音は2つの完全五度から導かれる(3:2)2/2 = 9:8。
純正な長三度の比率5:4と短三度の比率6:5に対し、ピタゴラス音律では81:64と32:27となり、シントニックコンマすなわち81:80の差がある。Carl Dahlhaus (1990, p.187)によれば、「従属的な三度はピタゴラス音律に従い、独立した三度は倍音に基づく音程にむかう」。
西洋の伝統的音楽は一般に純正律で演奏することはできず、体系的に調整された音律を必要とする。調整は、不規則なウェル・テンペラメント、レギュラーテンペラメント、さまざまな平均律や正則中全音律などが用いられる。しかし、どの場合においても中全音律の基本的特徴を必要とする。例として、ii度音の平方根をドミナント上の五度に調律した場合、主音との音程差は9:8に等しくなる。また、短三度（6:5）を4:3サブドミナント音度の下においた場合、主音からの音程差は10:9に等しい。中全音律は9:8と10:9の間の相違を減らしている。すなわち、これら2つの比、(9:8)/(10:9) = 81:80はユニゾンとして扱われている。音程差となる81:80はシントニックコンマもしくはDidymusのコンマと呼ばれ、中全音律において重要なコンマとなっている。
平均律ではオクターヴは12の等しい半音階に分かれており、それぞれの半音階はその比が2の12乗根となっている。よって、半音階を12個上がることによりちょうど1オクターヴ上昇する。ギターなど、フレットを有する楽器では平均律が有用である。なぜならフレットが弦を等しく横断するからである。ヨーロッパの音楽の伝統において、平均律は鍵盤などの他の楽器よりも早く、リュートやギターを用いた音楽のために使用された。歴史の圧力により、12平均律は現代において西洋、そして非西洋の大部分の地域において支配的な音調体系となっている。
様々な等しい音程を使用して、平均律音階や楽器が作られてきた。19平均律は16世紀にギヨーム・コストレイ により初めて提案、使用されたもので、19の等間隔なステップを用いる。19平均律は通常の12平均律よりも長三度や短三度においてより誤差が小さくより協和する。24個の等間隔なステップを用いる24平均律はアラブ音楽の音楽教育や音楽表記において広く用いられている。しかし、理論と実践においては、平均律が無理数の比率で表されるにもかかわらず、中東音楽の音調は有理数の比率で表される。平均調律が行われた四分音の近似音がアラブの音調体系には全く見られない一方で、3つの四分音の近似音、もしくは中立二度は頻繁に現れる。しかし、これらの中立二度はマカームや地理に依存してその比率に僅かな幅がある。実際、中東の音楽歴史家であるハビーブ・ハサン・トゥーマーは、「この音楽的なステップの偏り幅がアラブ音楽特有の香りに決定的な働きをする。オクターヴを24の等しい四分音に分割することは、この音楽文化の最も特徴的な要素の一つを放棄するだろう」と記している。
以下のグラフは平均律が和声をどの程度正確に近似しているかを示している。[註: 横軸上の数字は分割する平均律の値を表す。(例："12"は12平均律音階を表す)]
| 音  | 周波数 (Hz) | 前の音との周波数の差 | 周波数の対数log2 f | 前の音との周波数の対数の差 |
| --- | ----------- | -------------------- | ------------------ | -------------------------- |
| A2  | 110.00      | N/A                  | 6.781              | N/A                        |
| A♯2 | 116.54      | 6.54                 | 6.864              | 0.0833 (or 1/12)           |
| B2  | 123.47      | 6.93                 | 6.948              | 0.0833                     |
| C3  | 130.81      | 7.34                 | 7.031              | 0.0833                     |
| C♯3 | 138.59      | 7.78                 | 7.115              | 0.0833                     |
| D3  | 146.83      | 8.24                 | 7.198              | 0.0833                     |
| D♯3 | 155.56      | 8.73                 | 7.281              | 0.0833                     |
| E3  | 164.81      | 9.25                 | 7.365              | 0.0833                     |
| F3  | 174.61      | 9.80                 | 7.448              | 0.0833                     |
| F♯3 | 185.00      | 10.39                | 7.531              | 0.0833                     |
| G3  | 196.00      | 11.00                | 7.615              | 0.0833                     |
| G♯3 | 207.65      | 11.65                | 7.698              | 0.0833                     |
| A3  | 220.00      | 12.35                | 7.781              | 0.0833                     |

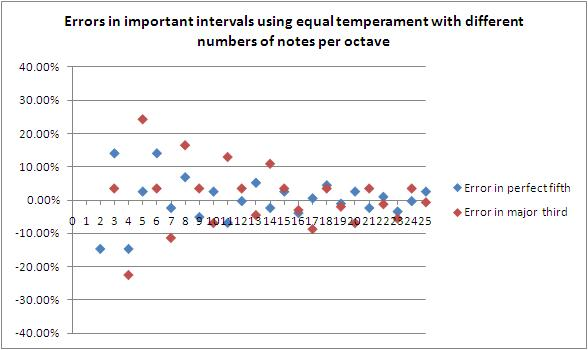
1平均律～25平均律の間で、完全五度及び長三度の正確な周波数値との誤差の割合を表したグラフ

5～72平均律と、主要な和声の正確な周波数値との差を表した図（TETは平均律を表す）

以下に純正律と平均律の違いを示したOgg Vorbisファイルを挙げる。違いを理解するには、以下のファイルを何回も聞く必要があるかもしれない。
- 2つの正弦波の連続的な演奏 – このサンプルは550Hz（純正律音階のC♯）、続いて554.37Hz（平均律音階のC♯）を演奏している。
- 同じ2音をA440のペダル音上で – このサンプルはダイアード（英語版）から成り立っている。下の音はA (各々の音階にて440Hz)、上の音はC♯であり、前者は平均律音階における音、後者は純正律音階における音である。うなりの違いにより前者の例よりも違いを容易に判別可能である。

## 集合論との関連
ピッチクラス・セット理論（音楽的集合論）は音楽的要素を構成しその関連性を記述するため、数学的集合論の概念を援用している。ピッチクラス・セット理論を使用して（典型的な無調の）音楽の構造を解析するため、通常起点やコードを構成可能な音階の集合として理論を適用する。移調や転調といった単純な操作に適用することで、音楽の深い構造を理解することが可能になる。移調や転調といった操作は集合内の音階間の間隔を保存するため、等長写像と呼ばれている。

## 抽象代数学との関連
音楽的集合論の方法を拡張することにより、音楽理論家は音楽を解析するため抽象代数学を用いている。例として、平均律のオクターヴにおける音符は12個からなり、アーベル群を形成している。自由アーベル群を用いることで純正律を記述することが可能である。